# Districtes de Xipre
Xipre està dividit administrativament en sis districtes:
| Mapa de Xipre | Districtes          | Nom en grec              | Nom en turc |
| ------------- | ------------------- | ------------------------ | ----------- |
|               | Famagusta           | Αμμόχωστος (Ammochostos) | Gazimağusa  |
| Kerínia       | Κερύvεια (Keryneia) | Girne                    |             |
| Làrnaca       | Λάρνακα (Larnaka)   | Larnaka/İskele           |             |
| Limassol      | Λεμεσός (Lemesos)   | Limasol/Leymosun         |             |
| Nicòsia       | Λευκωσία (Lefkosia) | Lefkoşa                  |             |
| Pafos         | Πάφος (Pafos/Bafos) | Baf/Gazibaf              |             |